# Seznam záhřebských biskupů a arcibiskupů

Osobní znak kardinála Aloysia Stepinace

Toto je seznam biskupů a arcibiskupů záhřebské (arci)diecéze v chorvatském Záhřebu.

## Biskupové
- 1093 Duch z Hahótu
- 1102 Sigismund
- 1103–1113 Manases
- 1116–1131 Francika
- 1131–1140 Macilin
- 1142–1155 Verblen
- 1156–1161 Gotšald
- 1162–1172 Bernald z Catalaunie
- 1172–1185 Prodan
- 1185–1188 Ugrin Čák
- 1193–1205 Dominik
- 1205–1214 Gotšald
- 1215–1225 Štěpán I.
- 1225–1247 Štěpán II. Babonić
- 1247 nebo 1248–1262 Filip z Churly
- 1263 Farkazij
- 1263–1287 Timotej
- 1287 Antonín I.
- 1288–1295 Jan (Ivan) I.
- 1295–1303 Michal z Bewu
- 1303–1322 bl. Augustin Gažotič (též biskup z Lucery)
- 1322–1326 Jakub I.
- 1326–1343 Ladislav z Kabola
- 1343–1348 Jakub z Piacenzy
- 1348–1349 Dionýz Lacković
- 1350–1356 Mikuláš I.
- 1356–1375 Štěpán III. Kanižský (z Kanizsay)
- 1376–1378 Demitrij
- 1379–1386 Pavel Charvát z Banča
- 1386–1394 Jan II. Smil (Ivan Smilo Bohemus)
- 1394–1398 Ivan Šipuški
- 1397–1406 Eberhard Alben
- 1406–1409 Andreas Scolari (též biskup varadínský)
- 1410–1420 Eberhard Alben (opět)
- 1421–1433 Jan Albeni (Ivan Alben) (též biskup vesprimský a pécsský)
- asi 1437 Jan (Ivan)
- 1438 Abel Kristoforov z Korčuly
- 1440–1454 Benedikt de Zolio
- 1454–1464 Tomáš II. Debrenthey (Toma de Debrenthe, Debrenthey Tamás) (též biskup nitranský)
- 1465–1466 Demetrij Čupor Moslavački
- 1466–1499 Osvald Thuz
- 1500–1510 Luka Baratin de Segedino (z Segedína)
- 1511 Tomáš Bakač z Erdödy (Toma Bakač Erdödy, Bakócz Tamás) (též arcibiskup granský)
- 1511–1518 Jan Bakač z Erdödy
- 1519–1543 Šimon z Erdödy
- 1543–1548 Mikuláš Oláh (Nikola Olah)
- 1548–1550 Volfgang Vuk de Gyula
- 1550–1557 Pavel Gregorián
- 1558–1563 Matyáš Bruman
- 1564–1578 Juraj Drašković z Trakošćan
- 1578–1584 Ivan Kranjčić Moslavački
- 1585–1588 Petar Herešinec (1585–1588)
- 1588–1596 Gašpar Stankovački
- 1598–1602 Mikuláš Zelnicaj Stepanić
- 1603–1611 Šimon Bratulić
- 1611–1628 Petar Domitrović
- 1628–1637 František Ergelski Hasanović
- 1637–1642 Benedikt Vinković
- 1643–1647 Martin Bogdan
- 1648–1667 Petar Petretić
- 1667–1687 Martin Borković
- 1688–1694 Aleksandar Ignacije Mikulić Brokunovečki
- 1694–1703 Štěpán Seliščević
- 1703–1708 Martin Brajković
- 1708–1722 Mirko Eszterházy
- 1723–1748 Juraj Branjug
- 1748–1751 František Klobušický
- 1751–1769 František Thauszy
- 1770–1772 Jan Krstitelj Paxy
- 1772–1786 Josip Galjuf (Galyuff)
- 1787–1827 Maksimilijan Vrhovac
- 1829–1837 Aleksandar Alagović
- 1837–1853 Juraj Haulík de Váralya

## Arcibiskupové
Roku 1852 byla záhřebská diecéze povýšena arcidiecézi, a Juraj Haulik se tak stal prvním záhřebským arcibiskupem.
- 1853–1869 Juraj kardinál Haulík de Váralya
- 1870–1891 Josef kardinál Mihálović
- 1894–1914 Juraj Posilović
- 1914–1937 Antun Bauer (Anton Bauer)
- 1937–1960 Alojzije kardinál Stepinac
- 1960–1970 Franjo kardinál Šeper
- 1970–1997 Franjo kardinál Kuharić
- od roku 1997 Josip kardinál Bozanić